# Przygodzice (osada)
Przygodzice – osada w Polsce, położona w województwie wielkopolskim, w powiecie ostrowskim, w gminie Przygodzice.